# دل دلبلاغي
دل‌ دلبلاغي هي قرية في مقاطعة تكاب، إيران. يقدر عدد سكانها بـ 88 نسمة بحسب إحصاء 2016.